# Ramal de Montemor
O Ramal de Montemor, também conhecido como Ramal de Montemor-o-Novo ou Linha de Montemor-o-Novo, foi um lanço ferroviário que ligava as estações de Torre da Gadanha e Montemor-o-Novo, em Portugal. Entrou ao serviço em 2 de Setembro de 1909, e foi encerrado em 1989.

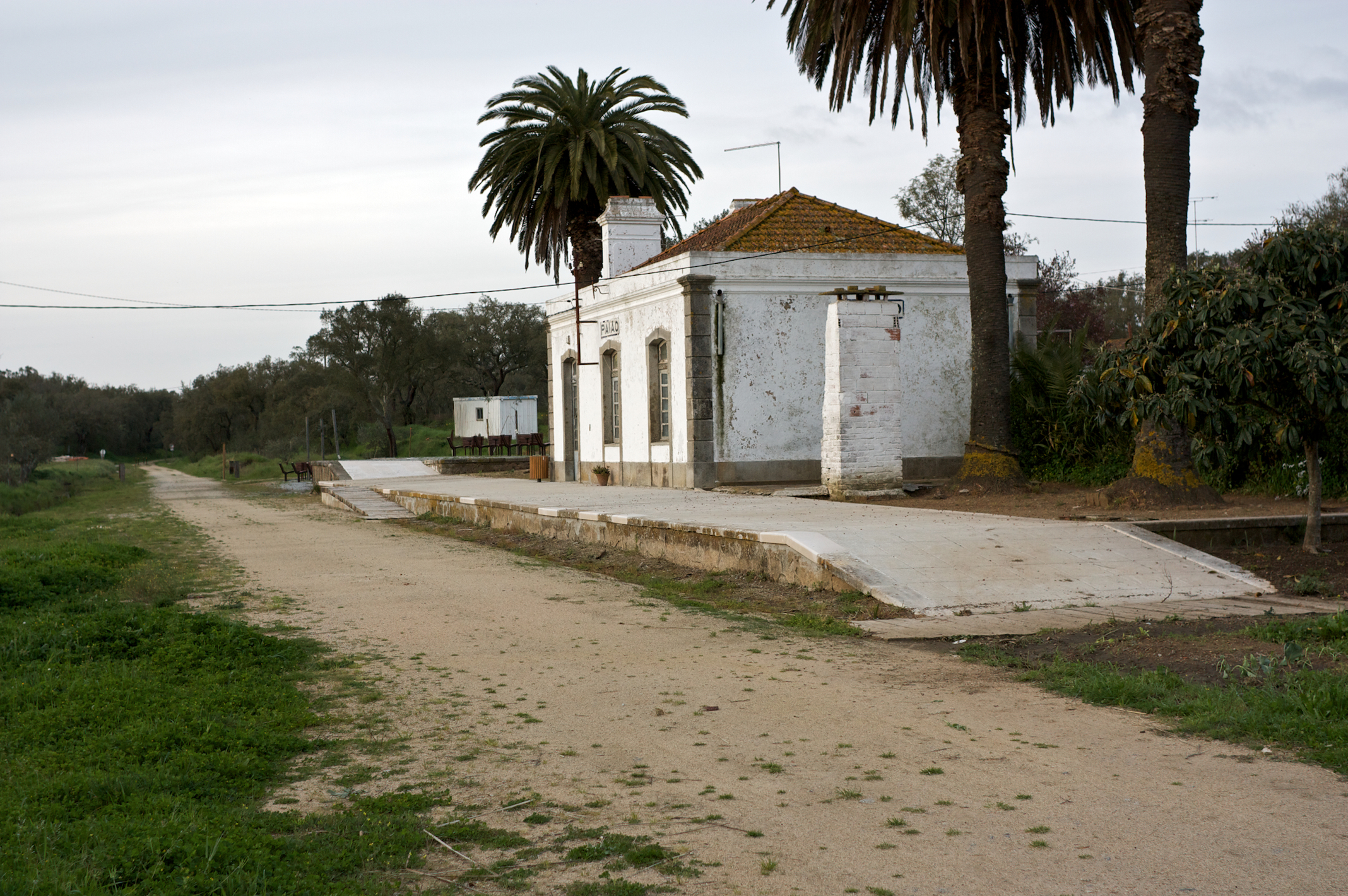
Vista do antigo Apeadeiro de Paião, em 2010.

## Descrição

### Traçado e obras de arte
O ramal unia a estação de Torre da Gadanha, na Linha do Alentejo, à cidade de Montemor-o-Novo, numa distância total de 12,815 km. Tinha um apeadeiro, que servia a localidade de Paião. A maior infra-estrutura no Ramal era a Ponte de Almansor, que cruzava o curso de água com o mesmo nome junto à estação de Montemor-o-Novo.

### Serviços
Em 1972, existiam vários serviços ferroviários directos, com composições mistas, entre Montemor-o-Novo e o Barreiro, com transbordo fluvial até ao Terreiro do Paço, em Lisboa, e dois comboios diários do mesmo tipo entre Montemor-o-Novo e Torre da Gadanha. Em 1984, os serviços directos entre Torre da Gadanha e Montemor-o-Novo tinham já sido suprimidos, sendo apenas feitas duas ligações por dia, uma ascendente e outra descendente, entre Montemor-o-Novo e o Barreiro.

## História

### Antecedentes
A primeira proposta para fazer passar uma linha férrea por Montemor-o-Novo foi feita ainda durante os primórdios dos caminhos de ferro no país, quando se pensou prolongar a linha oriunda do Barreiro até Badajoz. O engenheiro Wattier, que foi contratado para estudar os vários percursos possíveis para as linhas de Lisboa ao Porto e à fronteira, criticou estes planos no seu relaório de 1856, porque a estação inicial da linha teria de ficar no Barreiro, e por isso separada da cidade de Lisboa, além que o itinerário após Montemor-o-Novo seria muito difícil. Em alternativa, apresentou um traçado por Santarém e Constância, que na sua opinião ficaria menos dispendioso, passaria mais perto de Portalegre e Estremoz, e melhoraria as condições para a ligação a Madrid.
Em 1897, o Barão de Matosinhos foi autorizado a construir várias linhas no sistema americano, com a via assente sobre estrada; uma destas linhas ligaria Sines à estação ferroviária de Casa Branca, seguindo a Estrada Distrital 179, a partir de Alcácer do Sal, com passagem por Pinheiro e por Montemor-o-Novo. Em 1 de Setembro de 1898, a Gazeta dos Caminhos de Ferro noticiou que o jornal O Meridional, de Montemor-o-Novo, tinha defendido a construção de um ramal ligando a estação à vila, e comprometeu-se a oferecer publicidade gratuita à autarquia ou a outras entidades que se predispusessem a fazer as obras. Em 16 de Novembro desse ano, a Gazeta relatou que o Marquês de Livery tinha-se comprometido a construir o ramal, se lhe fossem concedidas certas vantagens, como a isenção de direitos sobre o material, e que a vereação de Montemor iria estudar esta proposta.

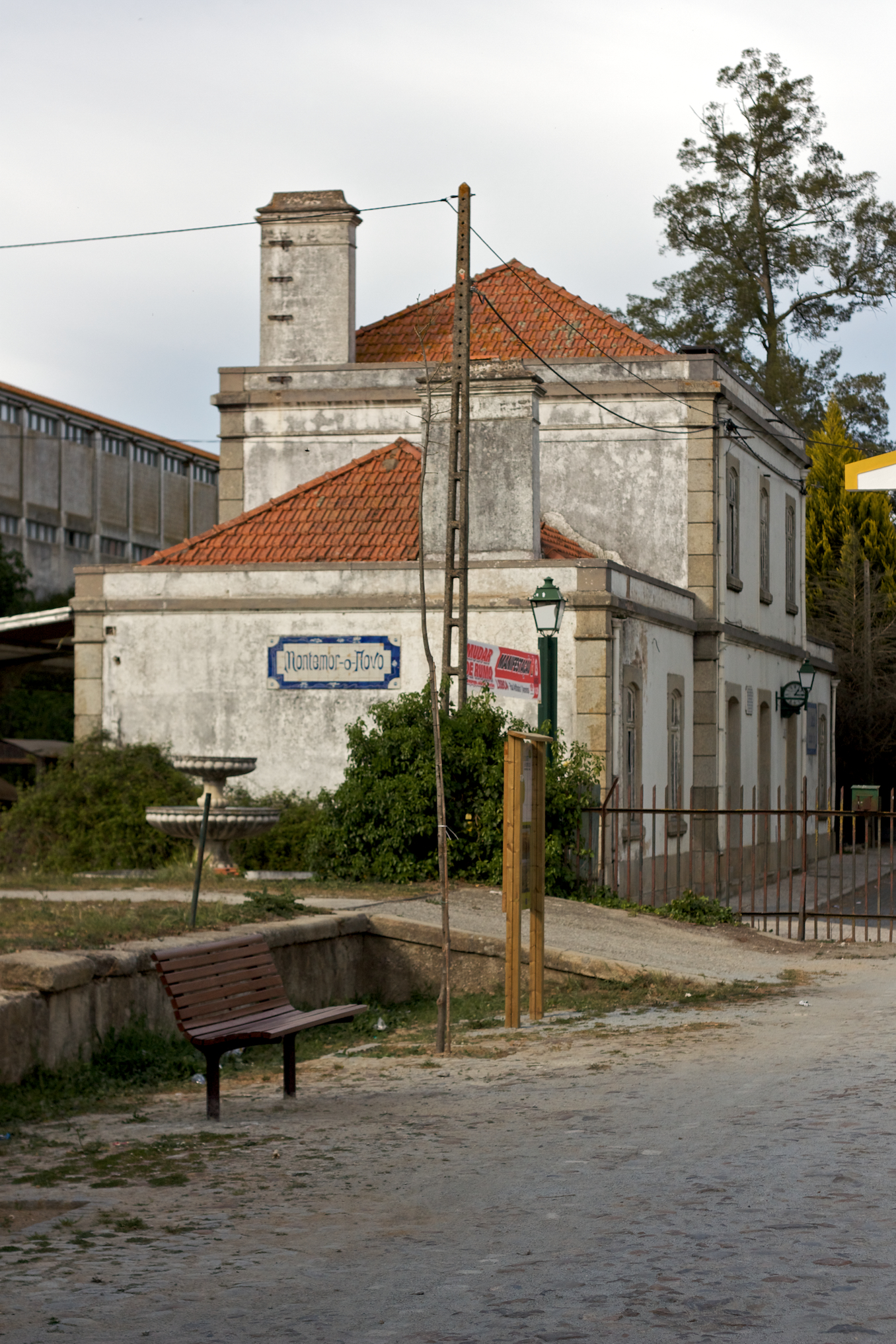
Antiga estação de Montemor-o-Novo.

### Planeamento, construção e inauguração
Em 16 de Novembro de 1904, a Gazeta dos Caminhos de Ferro relatou que iriam ser iniciados os trabalhos para a construção do ramal, e em 1 de Outubro de 1907 noticiou que já tinham começado as obras de terraplanagem para a construção do ramal.
O financiamento foi obtido de forma semelhante ao utilizado pelo Ramal do Montijo, ou seja, a Câmara Municipal de Montemor-o-Novo obteve, ao abrigo de um decreto de 12 de Junho de 1907, a quantia de 170 000 $ para este projecto. O ramal foi aberto em 2 de Setembro de 1909, tendo gerado no princípio um elevado rendimento, pelo que o empréstimo foi distratado por um decreto de 1 de Maio de 1911.

### Décadas de 1910 a 1950
Em 1917, foram suprimidos vários comboios na rede do Sul e Sueste, incluindo no ramal de Montemor, devido à falta de carvão provocada pela Primeira Guerra Mundial.
Em 30 de Maio de 1933, a Companhia dos Caminhos de Ferro Portugueses determinou a criação de carreiras de autocarros nos percursos dos ramais de Montemor, Seixal e Montijo, enquanto que o transporte de mercadorias seria feito por dois comboios diários.
Em 1948, o engenheiro Jaime Galo propôs a continuação do ramal de Montemor até à estação de Évora, formando desta forma uma alternativa às linhas do Sul e Èvora, e permitindo desta forma que o entroncamento entre as duas linhas fosse alterado de Casa Branca para Évora.
Um diploma de 31 de Janeiro de 1955 anunciou que a C. P. tnha pedido licença para a exploração de várias carreiras rodoviárias de passageiros, incluindo uma entre o Barreiro e Évora, passando por Montemor-o-Novo e outras localidades pelo percurso.
Um despacho de 14 de Março de 1956 prorrogou a validade de duas carreiras rodoviárias de passageiros exploradas pela C. P., sendo uma destas entre Montemor-o-Novo e a Estação Ferroviária de Santarém.

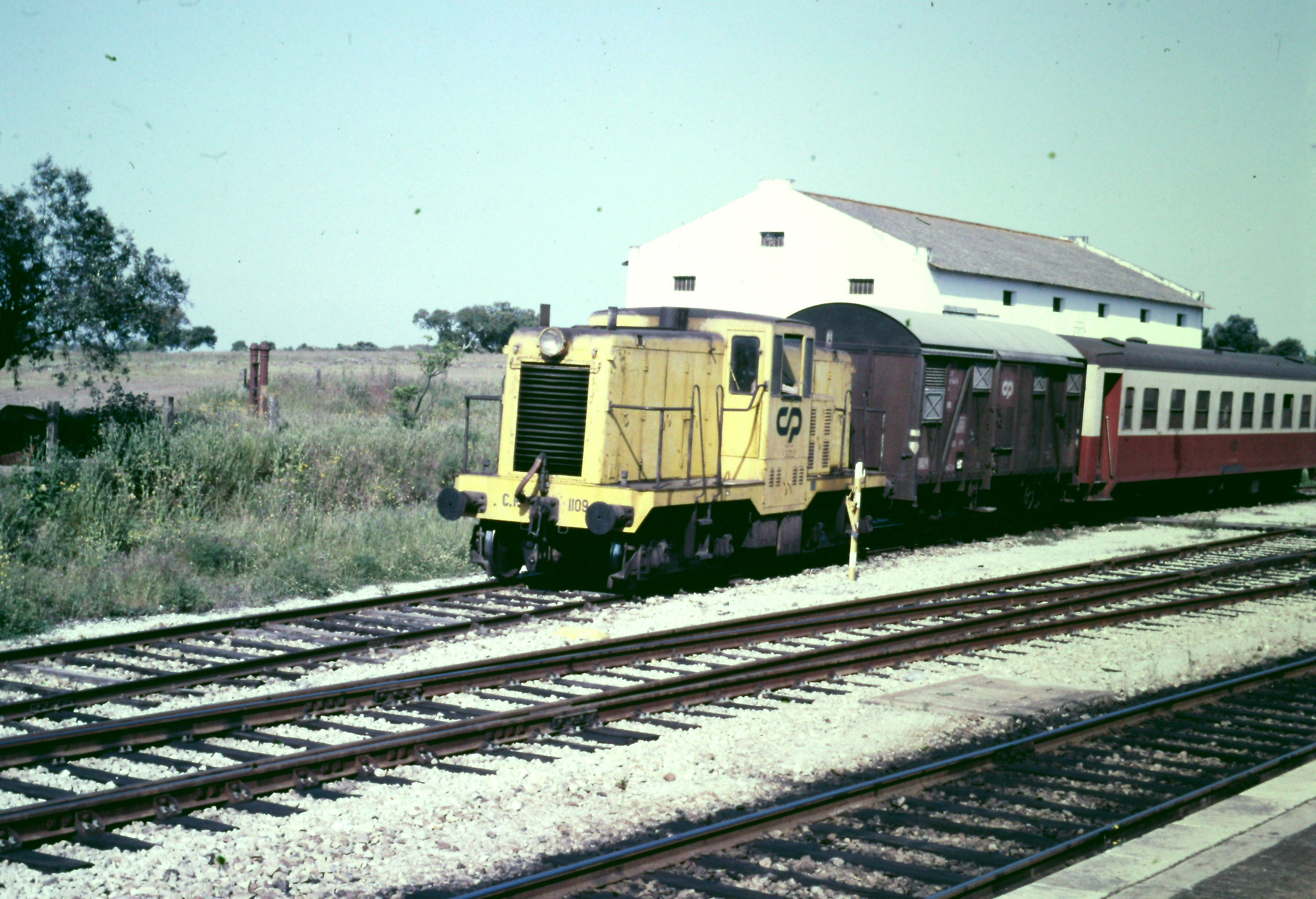
Estação de Torre da Gadanha na década de 1980, com uma automotora da Série 1100 a rebocar um comboio composto por um vagão e uma carruagem B600.

### Declínio, encerramento e conversão em ecopista
Em 1970, a Companhia dos Caminhos de Ferro Portugueses iniciou uma série de estudos sobre os seus eixos de tráfego mais reduzido, incluindo o Ramal de Montemor, de forma a decidir se compensava a manutenção dos comboios, recebendo indemnizações do estado.
O Ramal foi encerrado em 1989. Em Maio de 2005, já tinham sido retirados os carris e o balastro, e a vegetação já tinha parcialmente invadido o antigo canal da via, mas os edifícios do Apeadeiro de Paião e das Estações de Montemor-o-Novo e Torre da Gadanha ainda se encontravam em bom estado de conservação. Nesta altura, existia um projecto para a conversão do antigo canal ferroviário na Ecopista Montemor-o-Novo - Torre da Gadanha. O projeto tornou-se realidade e, em 8 de março de 2009, a Ecopista do Montado foi inaugurada.